# Eevi Cronvall
Eevi Cronvall, född 6 maj 1916 i Viborg, död 5 juli 2009 i Helsingfors, var en finländsk pianist. Hon ingick 1938 äktenskap med kapellmästare Erik Cronvall.
Cronvall, som var dotter till justitierådet Onni Voipio och Iida Kohonen, blev student 1934, studerade vid Sibelius-Akademien 1934–1941, för Kerttu Bernhard och Timo Mikkilä. Hon företog studieresor till Wien 1956, 1959 och 1964, lärare: professor Roland Raupenstrauch. Hon var lärare i pianospel vid Sibelius-Akademien från 1962. Hon höll sin debutkonsert 1951 samt gav konserter och uppträdde som solist vid symfonikonserter i Helsingfors och övriga Finland samt i radio. Hon medverkade i kammarmusikkonserter under Sibeliusveckan.